# Novak Roganović
Novak Roganović (en serbe en écriture cyrillique : Новак Рогановић), né le 14 janvier 1932 à Senta (en Voïvodine, alors en royaume de Yougoslavie) et mort le 4 février 2008 à Novi Sad (en Serbie), est un footballeur serbe, international yougoslave.

## Biographie
Roganović est formé comme défenseur dans le club de sa ville natale, le FK Senta (en). En 1954, à 22 ans, il est recruté par le FK Vojvodina Novi Sad, où il reste neuf saisons. Il y est vice-champion de Yougoslavie en 1957 et 1962. 
Sélectionné à partir de janvier 1960 en équipe de Yougoslavie de football, il est appelé pour les Jeux olympiques, dont il remporte la finale comme titulaire. Il compte ce jour-là sa septième et dernière sélection.
En 1963, à 31 ans, il quitte la Yougoslavie pour l'Austria Vienne, en Autriche, puis signe l'été suivant à Enschedese Boys (en), un club de deuxième division des Pays-Bas. Il y termine sa carrière puis revient en Voïvodine, où il occupe des fonctions dirigeantes régionales dans le football et reste un fidèle du FK Vojvodina Novi Sad.

## Palmarès
- Jeux olympiques
  - Médaille d’or en 1960